# Запис крст (Свође)
Запис крст (Свође) се налази на парцели чији је власник Општина Власотинце.

## Локација
| Општина             | Власотинце                                                                  |
| Катастарска општина | Свође                                                                       |
| Потес               | Голубовци                                                                   |
| Координате          | 42° 58′ 39″ С; 22° 15′ 52″ И / 42.977499999999999° С; 22.264500000000002° И |
| Надморска висина    | 338m                                                                        |

## Карактеристике
Дендрометријске вредности утврђене на терену и сателитским снимцима:
| Стабло                     | Крст |
| Висина стабла              | m    |
| Обим дебла                 | m    |
| Пречник крошње             | 0m   |
| Пречник дебла              | m    |
| Висина дебла до прве гране | m    |

## База записа
Запис је у оквиру Викимедија пројекта "Запис - Свето дрво" заведен под редним бројем 1258.